# Movik
Movik este o localitate din comuna Tromsø, provincia Troms, Norvegia, cu o suprafață de 0,22 km² și o populație de 339 locuitori (2013).